# Tongdian
Il Tongdian (通典T, T'ung-tien W, lett. "Istituzioni comprensive") è un testo di storia e enciclopedia istituzionale cinese. Copre una vasta gamma di argomenti dall'antichità fino all'anno 756, mentre un quarto del libro si concentra sulla dinastia Tang. Il libro è stato scritto da Du You tra il 766 e l'801. Contiene 200 volumi e circa 1,7 milioni di parole ed è a volte considerato come l'insieme di testi contemporanei più rappresentativi della dinastia Tang. Du You ha anche incorporato molti materiali da altre fonti, tra cui un libro scritto da suo nipote, Du Huan, che fu fatto prigioniero nella famosa Battaglia del Talas tra i Tang e gli Arabi nel 751 e non tornò in Cina che dieci anni dopo. Secoli dopo divenne un modello per le opere degli studiosi Zheng Qiao e Ma Duanlin.
Robert G. Hoyland riferisce che la prima bozza del Tongdian era una "storia delle istituzioni umane dai tempi più antichi fino al regno dell'imperatore Xuanzong di Tang" e fu successivamente rivista man mano che le cose continuavano ad evolversi. Incorpora parti dello Zhengdian di Liu Zhi e dei Regolamenti Rituali del Grande Tang dell'era Kaiyuan compilati da Xiao Song e altri nel 732. Il Tongdian non è mai stato incluso nel canone delle Ventiquattro Storie. Tuttavia è stato ampiamente citato in diversi libri antichi a partire dal Vecchio Libro di Tang.

## Contenuti
1. 食 貨 典 Cibo e merce
2. 選舉 典 Esame e avanzamento
3. 職官 典 Uffici governativi
4. 禮 典 Riti
5. 樂 典 Musica
6. 兵 典 Militare
7. 刑法 典 Diritto penale
8. 州郡 典 Amministrazione locale
9. 邊防 典 Difesa delle frontiere